# 친량
친량(중국어: 秦亮, 병음: Qín Liàng, 1979년 3월 29일 ~ )은 중국의 여자 축구 심판이다.

## 심판 경력

### FIFA 여자 월드컵
2015년 FIFA 여자 월드컵
- 2015년 6월 13일:  프랑스 -  콜롬비아 (F조)

2019년 FIFA 여자 월드컵
- 2019년 6월 23일:  잉글랜드 -  카메룬 (16강전)

### AFC 여자 아시안컵
2018년 AFC 여자 아시안컵
- 2018년 4월 7일:  오스트레일리아 -  대한민국 (B조)
- 2018년 4월 10일:  대한민국 -  일본 (B조)